# 布辛
13°30′25″N 5°56′10″W / 13.50694°N 5.93611°W
布辛（法語：Boussin）是馬里的一座城鎮，位於該國西南部，由塞古區的塞古省負責管轄，處於塞古以東36公里，面積178平方公里，2009年人口12,401，人口密度每平方公里70人。